# 堀川都志雄
堀川 都志雄（ほりかわ としお、1947年2月8日 - 2022年4月）は、日本の土木工学者。大阪工業大学名誉教授。土木学会道路橋床版に関する調査研究小委員会2005委員長および道路橋床版の点検診断の高度化と長寿命化技術に関する小委員会2020顧問。道路橋床版の研究の第一人者の一人。
専門は、建設工学・橋梁工学（特に道路橋）、構造工学（特に鋼床版構造）・構造解析、社会基盤マネジメント・維持管理工学。

## 略歴
1969年大阪市立大学（現：大阪公立大学）工学部土木工学科卒業。1971年同大学大学院工学研究科土木工学専攻修士課程修了。 同大学工学部土木工学科助手を経て、1984年工学博士（大阪市立大学）。1985年大阪工業大学工学部土木工学科講師。1989年同学科助教授。1994年同学科教授。2002年同学部都市デザイン工学科教授。2012年大阪工業大学名誉教授。2022年4月逝去。
大阪工業大学工学部（土木工学科・都市デザイン工学科）で25年以上の長きに渡り教鞭を執り、特に橋梁工学（特に道路橋）・社会基盤マネジメント/維持管理工学・構造解析の研究育成に貢献した。
主な所属学会は、土木学会、鋼橋技術研究会、日本コンクリート工学会。主な受賞は、土木学会吉田賞(1988)。

## 主な研究
- 道路橋床版の損傷度判定と補強工法の開発
- 道路橋RC床版の疲労特性
- 道路橋床版の輸荷重直下の応力の算定について
- 道路橋鋼・コンクリート合成床版のスタッドに働くせん断力の解析と実験
- 鋼・コンクリート合成床版の輪荷重走行試験および3次元有限要素解析による疲労耐久性評価
- プレキャストPC床版を用いた少数主桁橋の設計と施工[7] - 阪神高速道路公団との共同研究